# جزيرة كوفياو
جزيرة سالاواتي هي إحدى جزر راجا أمبات في مقاطعة بابوا الغربية في إندونيسيا. وتمثل خامس الجزر من حيث المساحة بعد الجزر الرئيسية الأربعة في المجموعة.
والجزيرة موطن لطائر رفراف كوفياو الفردوسي ((Kofiau Paradise Kingfisher (Tanysiptera ellioti) والعصفور الملكي الأسود (Black-backed Monarch (Monarcha julianae)).